# Öllstjärnen
Öllstjärnen är en sjö i Kristinehamns kommun i Värmland och ingår i Göta älvs huvudavrinningsområde.